# 2013年查德未遂政變
2013年查德未遂政變，是針對查德總統伊德里斯·代比的未遂政變，發生在5月1日下午，地點是在首都恩賈梅納以東的軍營以及首都的居民區。
在持續一天的衝突中，有四到八人喪生。
叛軍領導人穆薩·陶·馬哈馬特在一天後被逮捕，同時四名國會議員、兩名將軍、一名記者和幾名軍人因參與政變未遂而被捕。